# Pablo Molina (Musiker)
Pablo Molina (weitere Namen: Pablo Reuben Lumumba, Abed Nego, Jah Pablo (Molina), Pablo Dronkit Master (Molina); * 15. April 1965 in Buenos Aires; † 2. September 2023) war ein argentinischer Reggaemusiker (Perkussion und Gesang).

## Leben und Karriere
Molina wurde 1993, zunächst als Perkussionist, später auch als Sänger, Mitglied in der Band Todos Tus Muertes seines Freundes Fidel Nadal. Dieser gehörte er bis 1998 und später zwischen 2004 und 2011 an. Mit Fidel und dessen Bruder Amilcar Nadal gründete er 1996 die Reggae-Gruppe Lumumba, die bis 2000 bestand und 2014 reaktiviert wurde. Als Solomusiker nahm er ab 2000 mehrere Alben auf.
Er starb am 2. September 2023 im Alter von 58 Jahren an den Folgen einer Krebserkrankung.

## Diskographie
- 1994: Dale aborigen (Todos Tus Muertos)
- 1995: Argentina te asesina (Todos Tus Muertos)
- 1996: Subversiones, (Todos Tus Muertos)
- 1996: Lumumba (Lumumba)
- 1997: Raíces y Cultura (Lumumba)
- 1999: Se viene el Bum (Lumumba)
- 2000: En Vivo (Lumumba)
- 2000: Abed Nego, Reggae classics en español Vol. 1 (Soloalbum)
- 2004: El valle de la decisión (Soloalbum)
- 2006: Re-unión en vivo (Todos Tus Muertos)
- 2008: Greatest Hits (Todos Tus Muertos)
- 2010: Crisis mundial (Todos Tus Muertos)
- 2012: Dejando huellas (Soloalbum)
- 2016: Reggae Classics en español Vol. 2 (Soloalbum)